# Knooppunt Ekkersrijt

Ontwikkeling van knooppunt Ekkersrijt

Knooppunt Ekkersrijt was de benaming voor de locatie in Nederland waar de A50 (Zwolle-Eindhoven) overliep in de A58 (Eindhoven-Vlissingen). Het knooppunt was een kruispunt met verkeerslichten. Bij de ombouw van de aansluiting werd de A50 verlengd tot knooppunt Ekkersweijer en kreeg de aansluiting van de John F. Kennedylaan richting het centrum van Eindhoven het afritnummer 7 (Eindhoven-Centrum en Helmond).

## Geschiedenis
Voor de bouw van de A50 sloot de A58 ten noorden van Eindhoven aan op de John F. Kennedylaan. Dit was een kruispunt met verkeerslichten. Gezien vanuit Eindhoven lag de A58 links, en liep Verlengde John F. Kennedylaan nog enkele honderden meters verder door in noordelijke richting, tot een tweede kruispunt dat als T-splitsing was uitgevoerd. Hier bevond zich rechtsaf de weg naar Son en linksaf de toegangsweg naar bedrijventerrein Ekkersrijt.
Bij de bouw van de A50 is de aansluiting van deze weg aangelegd in het verlengde van de Verlengde John F. Kennedylaan. Hierdoor werd de T-splitsing een kruispunt van vier wegen, waarbij de Kennedylaan doorliep in de A50. De verkeerslichten bleven behouden. Verkeer dat tussen de A50 en de A58 reed moest hierbij langs twee kruispunten met verkeerslichten, waarbij het zich met het lokale verkeer (voornamelijk naar het bedrijventerrein) moest mengen. Dit leverde regelmatig files op beide snelwegen en de Kennedylaan op.
Tussen 2006 en 2009 is in het kader van de verbouwing van de Randweg Eindhoven het knooppunt Ekkersrijt herzien. In plaats van alle wegen op elkaar te laten uitkomen werden er hoogteverschillen aangebracht, zodat de wegen elkaar op drie verschillende niveaus zouden kruisen. De kruispunten met verkeerslichten werden opgeheven en de John F. Kennedylaan richting het centrum van Eindhoven werd een aansluitende weg van de A50, met het afritnummer 7.
De A58 en de A50 werden rechtstreeks verbonden door middel van een fly-over. Hierbij is het gedeelte van de A58 van knooppunt Ekkersrijt tot knooppunt Ekkersweijer omgenummerd tot A50. Door deze verandering kan niet meer gesproken worden van een knooppunt. Volgende de gangbare definitie is een knooppunt een plaats waar twee snelwegen aan elkaar 'geknoopt' worden. Die situatie gold niet meer na de oplevering, omdat de A50 vanaf dat moment doorliep en Eindhoven op deze plaats is aangesloten met een reguliere toe- en afrit. De nieuwe benaming is toen 'aansluiting Ekkersrijt' geworden.
De toegangsweg vanuit de Kennedylaan naar het bedrijventerrein kwam met het verdwijnen van de kruispunten te vervallen. In plaats daarvan werd een afrit aangelegd. Deze sluit aan op het stuk voormalige A58 wat meer naar het westen toe, vanuit de Kennedylaan gezien links. De weg vanuit Son bleef bestaan en loopt nu rechtstreeks naar het bedrijventerrein, zij het zonder kruispunt.

## Opgravingen
Door archeologen is in het voorjaar van 2008 tijdens de bouw van de aansluiting van de A50 en A58 bij Son bij onderzoek van 4 hectare grond een grote nederzetting uit de bronstijd blootgelegd. De dienstdoend archeoloog Theo de Jong, en leider van het onderzoek zegt hierover: "Elke keer zijn we verrast door de sporen van boerderijen die we vinden. In totaal hebben we er nu negentien uit de bronstijd opgegraven, plus twee uit de vroege ijzertijd. Ook is er een groot aantal bijgebouwen blootgelegd; 66 in totaal. Ook een grafheuvel is gevonden, plus nog wat andere crematiegraven."

## Aansluitende wegen
| Aansluitende wegen                                 | Aansluitende wegen | Aansluitende wegen                               | Aansluitende wegen | Aansluitende wegen |
| -------------------------------------------------- | ------------------ | ------------------------------------------------ | ------------------ | ------------------ |
|                                                    |                    | richting Veghel / Apeldoorn / Kampen / Emmeloord |                    |                    |
|                                                    |                    |                                                  |                    |                    |
| richting Tilburg / Breda / Roosendaal / Vlissingen |                    |                                                  |                    |                    |
|                                                    |                    |                                                  |                    |                    |
|                                                    |                    | (John F. Kennedylaan ) richting Eindhoven        |                    |                    |